# Alfons Maria Stickler
Alfons Maria Stickler, né le 23 août 1910 à Neunkirchen, en Basse-Autriche, et mort le 12 décembre 2007 au Vatican, est un salésien, évêque autrichien et cardinal de l'Église catholique romaine. Il a servi à titre de bibliothécaire de la Bibliothèque vaticane et d'archiviste des Archives secrètes du Vatican.

## Biographie

### Prêtre
Alfons Maria Stickler est ordonné prêtre le 27 mars 1937 pour les salésiens de Don Bosco.
Il a enseigné le droit canonique à l'université pontificale salésienne. Il avait été conseiller au concile Vatican II dans la congrégation pour l'éducation catholique.

### Évêque
À l'âge de 73 ans, le 8 septembre 1983, il est nommé pro-bibliothécaire Bibliothèque vaticane et pro-archiviste des Archives secrètes du Vatican avec le titre d'archevêque in partibus de Volsinium (de). Il est consacré le 1er novembre suivant par le pape Jean-Paul II lui-même.
Il deviendra bibliothécaire et archiviste en titre après avoir été cardinal le 27 mai 1985 et se retirera trois ans plus tard, en mai 1988.

### Cardinal
Il est créé cardinal par le pape Jean-Paul II lors du consistoire du 25 mai 1985 avec le titre de cardinal-diacre de S. Giorgio in Velabro. Il est élevé au rang de cardinal-prêtre le 29 janvier 1996.
Il devient le cardinal le plus âgé du Sacré Collège à la mort du cardinal néerlandais Johannes Willebrands le 2 août 2006. À son propre décès le 12 décembre 2007, c'est l'allemand Paul Augustin Mayer qui lui succède comme cardinal le plus âgé.
De sensibilité traditionnelle, il appuyait fortement le rite tridentin et le célibat ecclésiastique. En 2007, il a célébré le soixante-dixième anniversaire de son sacerdoce. Il est mort quelques mois plus tard, le 12 décembre suivant.

## Publications
- Préface d'Enquête sur la messe traditionnelle (Essai), La Nef, coll. « Hors-série / 6 », juin 1998, 432 p. (EAN 2650007660639, lire en ligne), de Christophe Geffroy et Philippe Maxence